# ДахаБраха

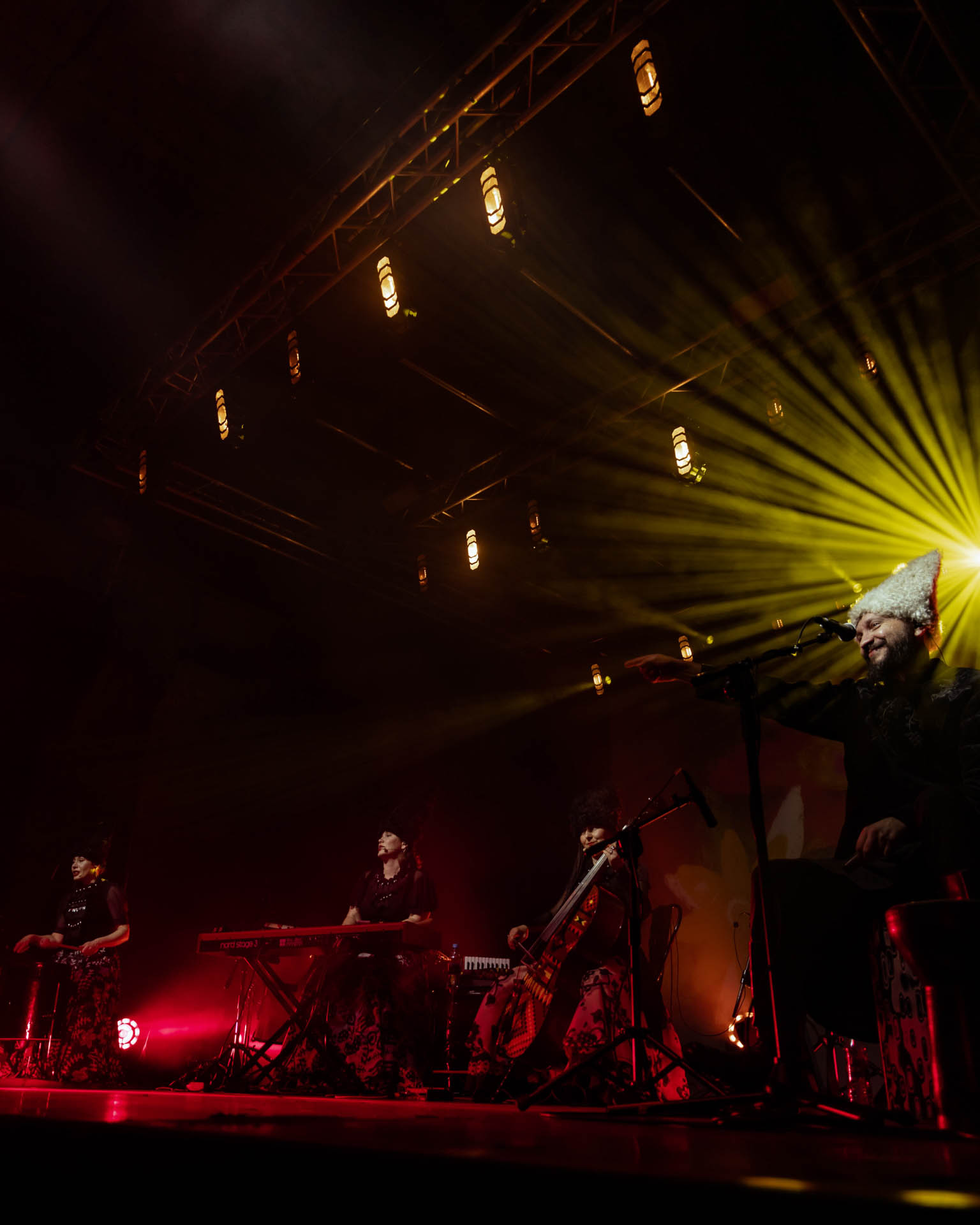
DakhaBrakha 2022 Poland

«Да́хаБра́ха» (анг. DakhaBrakha ) — український музичний етногурт, організатором і художнім керівником якого є Владислав Троїцький. У репертуарі гурту  — пісні українською, кримськотатарською, англійською, німецькою мовами.
Лавреати Шевченківської премії 2020. До складу групи входять Олена Цибульська, Ірина Коваленко, Ніна Гаренецька та Марко Галаневич.

## Назва
Назва гурту, за словами його учасників, складена зі староукраїнських слів «давати» та «брати». Найпевніше, форми «даха» та «браха» відповідають застарілій формі минулого часу (аористу), пор. болг. «дадоха, (раз)браха».

## Історія

### У театрі ДАХ
Гурт сформувався на початку 2000-х років у творчій атмосфері театру «Дах» із молодих фольклористів та музикантів, що їх згуртував навколо себе Владислав Троїцький. Три майбутні учасниці колективу — Ніна Гаренецька, Ірина Коваленко, Олена Цибульська вчилися в КНУКіМ, де співали у гурті «Кралиця». Майбутній чоловічий голос гурту Марко Галаневич пройшов у театрі ДАХ усі щаблі від освітлювальника й монтажника сцени до музиканта, паралельно навчаючись на філолога, а потім — працюючи редактором. Його доєднав до «Кралиці» Влад Троїцький, таким чином створивши новий колектив.
Спочатку учасники майбутньої «ДахаБрахи» здійснювали музичний супровід вистав Троїцького, а після стали частиною його проєкту «Україна містична» (трилогія «Макбет», «Король Лір», «Ричард ІІІ») та перформансу «Сни покинутих доріг».

### Концертна та студійна діяльність
2004 року гурт починає концертну діяльність, у грудні виступає на Помаранчевому Майдані. У наступні роки гурт постійно виступає на фестивалях етнічної музики, зокрема «Шешори», й далі бере участь у виставах театру «Дах». Наразі гурт побував на топових музичних фестивалях — Гластонбері (фестиваль) (Британія), Bonnaroo  [Архівовано 30 квітня 2019 у Wayback Machine.] (США), Womad (Британія), Roskilde  [Архівовано 25 квітня 2019 у Wayback Machine.] (Данія), Pohoda  [Архівовано 2 грудня 2016 у Wayback Machine.] (Словаччина), Womadelaide (Австралія), Womad New Zealand (New Zealand), Фестиваль Sziget (Угорщина) і т. ін.
2006 року вийшов дебютний альбом гурту — «На добраніч». Звукорежисерами роботи виступили Анатолій Сорока та Антон Матвійчук. Наступними альбомами стали «Ягудки» та «На межі».
2010 року вийшов студійний альбом «Light», продюсером по запису якого виступив Юрій Хусточка.
Наприкінці березня 2010 року в Санкт-Петербурзі гурту «ДахаБраха» вручили премію ім. Курьохіна у сфері сучасної музики.
2016 року гурт отримує премію APrize від Радіо Аристократи за найкращий альбом року — «Шлях».
2018 року отримали нагороду Elle Style Awards, як музичний проєкт року.
У кінці того ж року гурт взяв участь у національному відборі на 56-й пісенний конкурс «Євробачення». Однак в останній момент віддали перевагу одному з європейських фестивалів, до якого готувалися задовго до відборів.
2012 року виходить альбом «Хмелева project», створений спільно з білоруським гуртом «PortMone». Запис відбувся в польському місті Лодзь за ініціативи агенції «Арт-Поле».

Протягом зими-весни 2012 року на замовлення Національного центру Довженка гурт «ДахаБраха» створив музичний супровід до фільму «Земля». Національний центр Олександра Довженка розпочав реставрацію фільму на основі оригінальної версії 1930 року. Про свою роботу над саундтреком учасники гурту кажуть: 
|  | Робити музичний супровід для „Землі“ Олександра Довженка було для нас великою честю та непростим творчим викликом. Кадр за кадром український шедевр світового кінематографу вражав нас щоразу як ми бралися до праці. Як би ми не намагалися працювати над фільмом як самодостатнім мистецьким явищем, уникнути ідеологічної оцінки нам не вдалось. Безумовно, ми озвучували фільм із точки зору людини ХХІ століття, що знає, що після 1930 року, коли була закінчена робота над „Землею“, були роки комуністичного голодомору 1932—1933, роки репресій, і ми знаємо про непросту долю самого Довженка в соціалістичній імперії. Водночас ми прагнули передати також й автентичність та наївність тих почуттів і посилань, що їх ніс нам той час і та епоха, і що їх несе нам і сьогодні наша Земля. |

Були єдиними представниками з України у легендарній передачі «Later… with Jools Holland» на BBC, а також в ефірах радіо KEXP та NPR.
Учасники гурту DakhaBrakha презентували нове відео «Пливе човен» 28 березня 2019 року. Нова пісня «Пливе човен» стала саундтреком до фільму українського режисера Романа Бондарчука «Вулкан». Кадри у кліпі стали поєднанням сцен з фільму, а також з відеопланами музикантів гурту на знімальному майданчику стрічки.
17 січня 2020 року гурт пройшов до фінального туру конкурсу на здобуття Шевченківської премії у номінації «Музичне мистецтво», а 27 лютого 2020 року стали лауреатами Шевченківської премії-2020. 27 березня того ж року гурт випустив, перший за останні чотири роки, альбом — «Alambari».

## Склад
До складу гурту входять:
- Ніна Гаренецька — вокал, віолончель, басовий барабан;
- Ірина Коваленко — вокал, джембе, перкусія, басовий барабан, жалійка, флейта, бугай, акордеон, фортепіано, укулеле;
- Олена Цибульська — вокал, перкусія, басовий барабан;
- Марко Галаневич — вокал, дарбука, табла, діджеріду, губна гармоніка, акордеон, кахон.

Арт-менеджером гурту є Ірина Горбань.

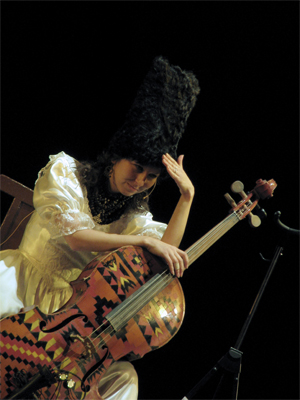
Ніна Гаренецька
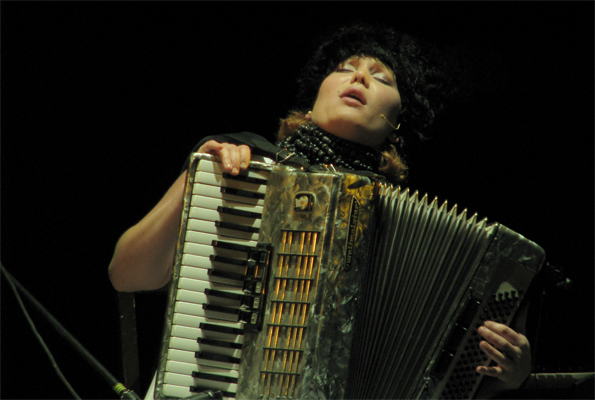
Ірина Коваленко
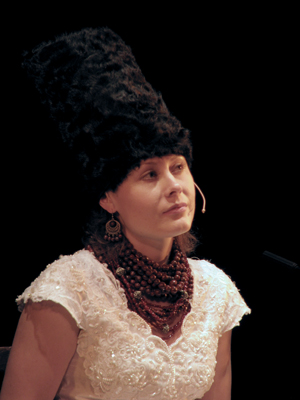
Олена Цибульська
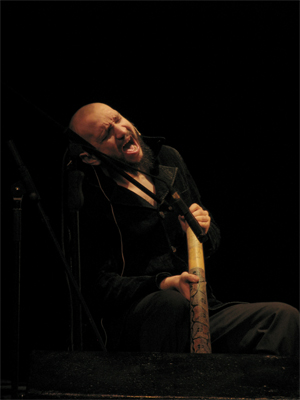
Марко Галаневич

## Стиль

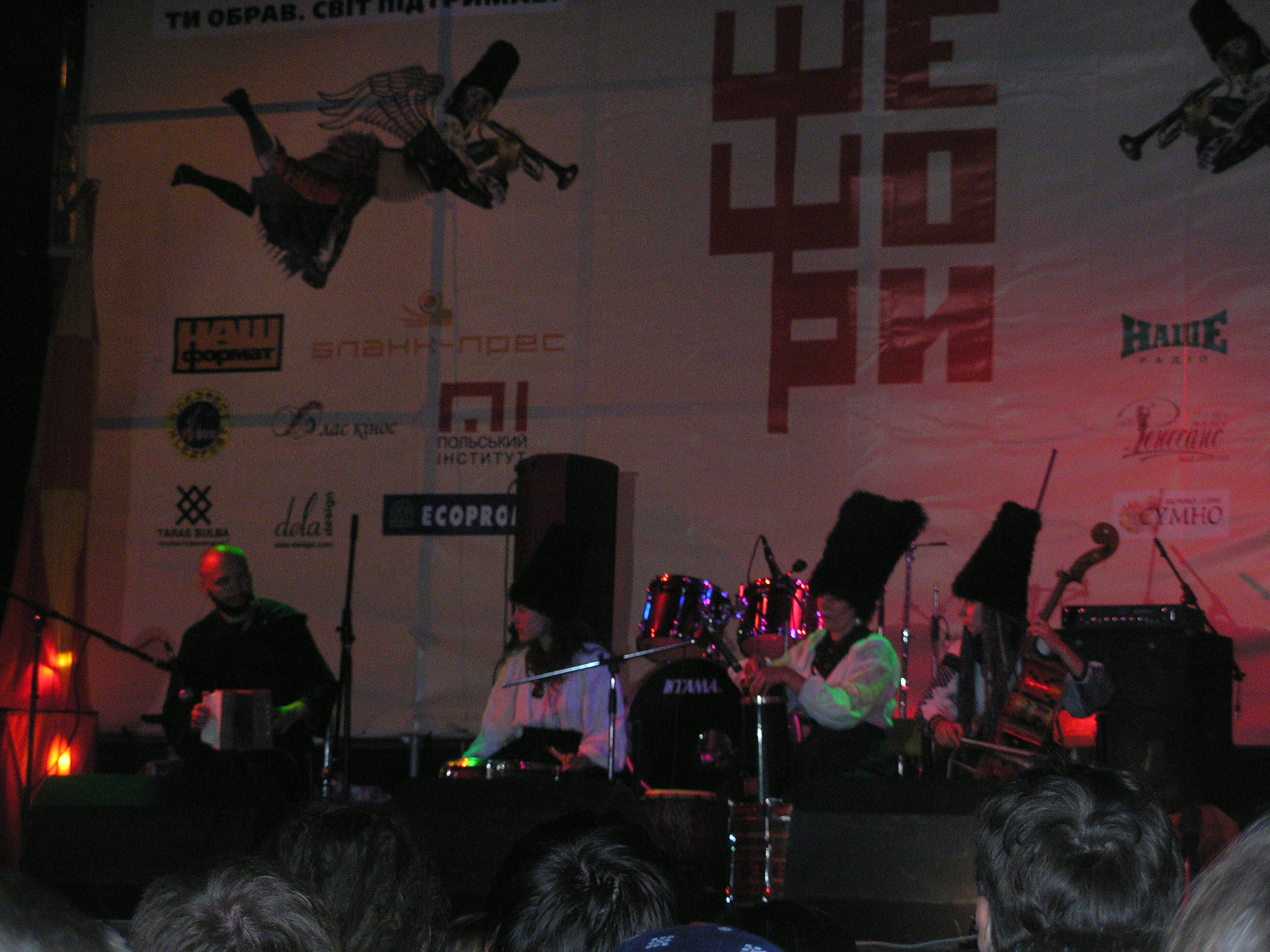
Виступ «ДахиБрахи» на фестивалі етномузики «Шешори-2007»

Музичний стиль гурту визначається учасниками як «етнохаос», що підкреслює «хаотичне» поєднання різних етнічних складників. Гурт використовує українські та кримськотатарські народні пісні, що записані учасниками гурту та їхніми викладачами й колегами-фольклористами у фольклорних експедиціях по різних регіонах України.
Пісні, виконувані в автентичній манері, поєднуються зі звучанням широкого ряду інструментів із різних куточків світу, це гра в різні музичні жанри: мінімалізм, хіп-хоп, соул, блюз.
Вбрання співачок гурту традиційно включає високі чоловічі овечі шапки. Ідея такого впізнаваного образу належить Тетяні Василенко, актрисі театру «Дах».

## Дискографія
- 2006: На добраніч
- 2007: Ягудки
- 2009: На межі
- 2010: Light
- 2012: Хмелева project (спільно з «PortMone»)
- 2016: Шлях
- 2020: Alambari[10]

## Саундтреки
Про часте використання музики гурту у фільмах Марко Галаневич висловився так: «Ще коли ми робили перший альбом, то розуміли, що ця музика для кіно. Так ми себе налаштовували, але тоді кіно в Україні не знімалося. Тільки за часів пана Іллєнка (ми віддаємо йому належне) почало зніматися багато українського кіно. І відповідно, музику почали використовувати. Ми дуже радіємо, що вона підходить і ми можемо підсилити мистецький ефект».
Гурт створив повноцінний саундтрек до німого фільму Олександра Довженка «Земля» у 2012 році. У 2023 році вийшов анімаційний повнометражний фільм «Мавка. Лісова пісня» повноцінний саундтрек до якого написав гурт. Окрім повноцінних саундтреків, пісні гурту також з'являлися в численних кінематографічних роботах:
Повноцінний саундтрек з різними композиціями
- 2012 — «Земля» (художній фільм, Україна)
- 2023 — «Мавка. Лісова пісня» (анімаційний фільм, Україна)

Пісня «Тарілка»
- 2011 — «ТойХтоПройшовКрізьВогонь» (художній фільм, Україна)

Пісня «Над Дунаєм»
- 2017 — «Гіркі жнива» (художній фільм, Канада)

Пісня «Татарин-братко» та «Козак»
- 2018 — «Дике поле» (художній фільм, Україна)

Пісня «Вальс»
- 2018 — «Чорний Козак» (художній фільм, Україна)
Пісня «Пливе човен»
  - 2019 — «Вулкан» (художній фільм, Україна)

Пісня «Карпатський реп»
- 2019 — «Гуцулка Ксеня» (художній фільм, Україна)

Пісня «Шо з-под дуба»
- Пісня «Шо з-под дуба», що ввійшла в альбом «Ягудки», пролунала у цілій низці кінематографічних робіт: в українському документальному фільмі «Не один вдома» (2013), у словацько-українському художньому фільмі «Межа» (2017), у епізоді другого сезону американського телесеріалу «Фарґо» (2017), в інавгураційному рекламному ролику бренду для гоління Девіда Бекхема House 99 (2018) та в українському телесеріалі «Спіймати Кайдаша» (2020).

Пісня Baby та композиція Sonnet
- 2020 — Представлення і реклама колекції прет-а-порте весна-літо 2021 бренду Elie Saab[15].

## Фільмографія
У фільмі «Чорний козак», виробництво якого тривало 10 років і який вийшов на екрани 2018 року, гурт зіграв у сцені сну-марення головної героїні. «ДахаБраха» виконали пісню «Вальс».
У фільмі 2019 року «Гуцулка Ксеня» гурт з'явився у стрічці на кілька хвилин як камео, виконавши пісню «Карпатський реп».
У анімаційному фільмі 2023 року «Мавка. Лісова пісня» зіграли самих себе.

## Фестивалі
У кінці 2014 року «Cultprostir» опитав експертів у галузі сучасної української музики та склав рейтинг головних героїв року. «ДахаБраха» ввійшла до цього рейтингу як «Посол року» (головний український гастролер за кордоном).
Гурт брав участь у таких фестивалях:
- Glastonbury Festival(2016)[19]
- Фестиваль Роскілле
- CINARS International [Архівовано 22 серпня 2015 у Wayback Machine.] (Канада, 2014, 2010)
- MEDIMEX Expo[it] (Італія, 2014)
- Ulsan World Music Festival (Південна Корея, 2014)
- Jazz Koktebel (Україна, 2014, 2010)
- WOMAD festival[en] (Велика Британія, 2014, 2012)
- The Global Beat at arts Brookfield (США, 2014)
- Bonnaroo Music and Arts Festival[en] (США, 2014)
- GlobalFEST (США, 2014)
- Transmusicales Rennes festival[en] (Франція, 2013)
- Chicago World Music Festival[en] (США, 2013)
- Stockholm Culture Festival (Швеція, 2013)
- SINES festival Portugal[en] (Португалія, 2013)
- Фестиваль Фузіон[en] (Німеччина, 2013)
- Eurosonic Noordeslag festivals[en] (Нідерланди, 2013)
- WOMEX 2012 festival[en] (Греція, 2012)
- Oslo World Music Festival[en] (Норвегія, 2011)
- Арт-Поле (Україна, 2011)
- Rudolstadt 2011 festival (Німеччина, 2011)
- Festival of World Cultures (Ірландія, 2009, 2008)
- WOMADelaide festival[en] (Австралія, 2011)
- Сіґет (Угорщина, 2013, 2015)

## Громадянська позиція і благодійність
Після початку війни на Донбасі, учасники гурту традиційно піднімали прапор України після кожного свого закордонного виступу із закликами проти російської агресії. Гурт відмовляється від концертів у Росії попри численні запрошення. Гурт проводить благодійні концерти для допомоги хворим дітям та допомагає волонтерській організації «Повернись живим».
24 травня 2018 під час виступу на «Фестивалі чемпіонів» у центрі Києва гурт підтримав засудженого в Росії українського режисера Олега Сенцова. Музиканти зазначили, що не могли залишатися осторонь проблеми українських в'язнів в Росії і не згадати про них..
23 червня 2023 року гурт підтримав фонд «Повернись живим» на 1 100 000 грн, для спеціального проєкту з допомоги українським саперам «Нам тут жити».